# Resolution 1719 des UN-Sicherheitsrates
Die Resolution 1719 des UN-Sicherheitsrates ist eine Resolution, die der Sicherheitsrat der Vereinten Nationen am 25. Oktober 2006 einstimmig auf seiner 5554. Sitzung angenommen hat. Mit der Resolution wurde das Bureau Intégré des Nations Unies au Burundi (BINUB)  in konstituiert, die am 1. Januar 2007 ihre Arbeit aufnimmt, nachdem das Mandat der Opération des Nations Unies au Burundi (ONUB) ausläuft. Die Regierung von Burundi hatte den Abzug von ONUB zum Jahresende gewünscht.
Der Sicherheitsrat beruft sich auf seine früheren Resolutionen zu Burundi, speziell auf die Resolutionen 1545, 1577, 1602, 1606, 1650 und 1692.
Der Sicherheitsrat reagierte mit der Resolution auf die Empfehlung des Generalsekretärs der Vereinten Nationen, die er im Anhang zu seinem siebten Bericht über ONUB am 14. August 2006 gemacht hatte. Das Mandat von BINUB hat eine Laufzeit von 12 Monaten und die Mission hat explizit die Aufgabe, sich um die Rechte der Frauen nach Resolution 1325 zu kümmern.